# 衛慕夫人 (夏太宗)
衛慕夫人（10世纪？—1034年），党项首领李德明（西夏太宗）的妻子，出身银州的党项大族衛慕氏。她是西夏景宗李元昊的母亲。
1028年，李德明以她为夫人。1032年，李德明死后，李元昊统领西夏。广运元年（1034年）十月，她的同族卫慕山喜谋害李元昊，事发，李元昊把卫慕族人沉于黄河。同年，卫慕夫人去世，一说被李元昊所毒杀。1038年，李元昊即位为皇帝，追封母亲卫慕氏为惠慈敦爱皇后。